# Heike Hänsel

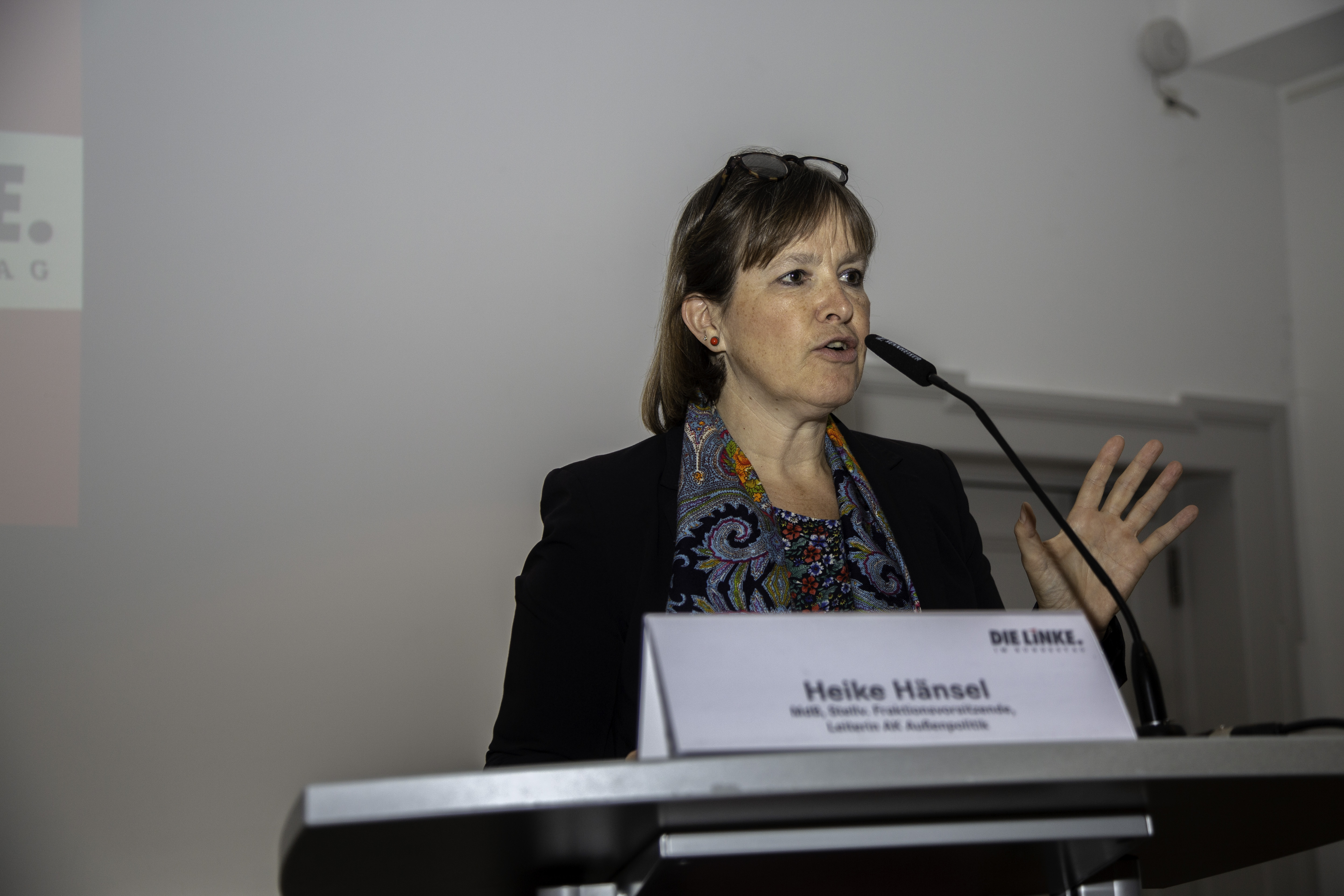
Heike Hänsel, 2018

Heike Hänsel (* 1. Januar 1966 in Stuttgart) ist eine ehemalige deutsche Politikerin (BSW, bis 2024 Die Linke). Sie war von 2005 bis 2021 Bundestagsabgeordnete und zuletzt stellvertretende Vorsitzende der Linksfraktion.

## Leben
Nach dem Abitur 1985 am Gymnasium am Romäusring in Villingen-Schwenningen begann Heike Hänsel zunächst ein Studium der Katholischen Theologie an der Eberhard Karls Universität Tübingen. 1990 wechselte sie an die Justus-Liebig-Universität Gießen und absolvierte hier ein Studium der Ökotrophologie, das sie 1997 als Diplom-Ökotrophologin beendete. Im  Rahmen dieses Studiums forschte sie von 1993 bis 1994 in Indonesien an der Universität Jakarta in Zusammenarbeit mit der Deutschen Gesellschaft für Technische Zusammenarbeit und führte u. a. Ernährungskampagnen in Slumgebieten Jakartas durch.
Ab 1997 war sie Mitarbeiterin bei der Gesellschaft Kultur des Friedens und im Auftrag der OSZE Wahlbeobachterin u. a. bei den Wahlen von Mostar 1997 und Kosovo 2001. Sie war Mitglied im Kulturkreis „Violeta Parra“ in Tübingen, wo sie sich für die Chilenen im Exil und gegen die Diktatur Pinochets einsetzte. 1988 war sie als Mitglied des Mikis-Theodorakis-Chors (Tübingen) in Chile bei dem großen internationalen Kulturtreffen „Chile Crea“.
Von 2001 bis 2003 gehörte Hänsel dem Koordinierungskreis von Attac Deutschland an und war von 2004 bis 2005 Sprecherin der EU-AG von Attac Deutschland.

## Partei
Heike Hänsel wurde 2005 Mitglied der Linkspartei PDS, der heutigen Partei Die Linke. Im März 2006 unterzeichnete Hänsel den Gründungsaufruf der vom Bundesamt für Verfassungsschutz (BfV) beobachteten, als linksextremistisch eingestuften Antikapitalistischen Linken (AKL).
Im Oktober 2024 gründete Heike Hänsel den baden-württembergischen Landesverband des Bündnisses Sahra Wagenknecht (BSW) mit und verließ die Linke.

## Abgeordnete
Von 2005 bis 2021 war Heike Hänsel Mitglied des Deutschen Bundestages. Sie war über die Landesliste Baden-Württemberg, Wahlkreis Tübingen, in den Bundestag eingezogen. Am 3. November 2015 wurde sie zur stellvertretenden Vorsitzenden der Linksfraktion gewählt. In der Legislaturperiode 2017–2021 war sie Leiterin des Arbeitskreises Außenpolitik der Linksfraktion und damit stellvertretende Vorsitzende.
Im 19. Deutschen Bundestag war Hänsel Obfrau des Ausschusses Vereinte Nationen, internationale Organisationen und Globalisierung. Sie war zudem ordentliches Mitglied im Auswärtigen Ausschuss und stellvertretendes Mitglied im Verteidigungsausschuss, im Gemeinsamen Ausschuss, sowie im Ausschuss für wirtschaftliche Zusammenarbeit und Entwicklung.
Während die Regierungen Frankreichs, Deutschlands, der Vereinigten Staaten und des Vereinigten Königreichs aufgrund der vorliegenden Indizien im Fall Skripal gemeinsam Russland für verantwortlich erklärten, zweifelte Hänsel dies im September 2018 an: „Zu viele Ungereimtheiten und ungeklärte Fragen“. Im selben Beitrag bezeichnete sie auch den Chlorgasangriff im syrischen Douma als „angeblichen“.
Im Juli 2018 übte Hänsel Kritik an der geplanten Aufnahme von Mitgliedern der syrischen Zivilschutzorganisation Weißhelme in Deutschland, denn sie stünden „nachweislich islamistischen Terrorgruppen nahe“. Darauf distanzierten sich mehrere Parteifreunde empört von Hänsel.

## Toilettenaffäre um Gregor Gysi
Am 10. November 2014 kam es in Räumen des Bundestages zu einer offenen Konfrontation zwischen den von den Abgeordneten Annette Groth, Inge Höger und Heike Hänsel begleiteten israelkritischen Journalisten Max Blumenthal und David Sheen mit dem Fraktionsvorsitzenden Gregor Gysi, bei der dieser bedrängt und bis auf die Toilette verfolgt wurde. Vorausgegangen waren eine für den 9. November geplante israelkritische Veranstaltung in der Berliner Volksbühne, die dann aber nach Beschwerde mehrerer Abgeordneter abgesagt wurde, sowie das Untersagen einer Ausweichveranstaltung in den Räumen der Linksfraktion durch den Fraktionsvorsitzenden.

## Anstellung des WG-Mitbewohners
Am 7. Mai 2021 berichtete der Spiegel darüber, dass Heike Hänsel seit Jahren ihren inzwischen verstorbenen WG-Mitbewohner und Vertrauten als wissenschaftlichen Mitarbeiter beschäftigte. Dafür gab es aus der Bundestagsfraktion Die Linke Kritik, da es Vermutungen gab, beide könnten ein Paar sein. Hänsel gab die Auskunft, Henning Zierock sei ein langjähriger politischer Weggefährte von ihr, das Beschäftigungsverhältnis mit Zierock stehe im Einklang mit den Ausführungsbestimmungen des Deutschen Bundestags zum Abgeordnetengesetz, das nur bei eingetragenen Partnerschaften von einer unzulässigen Nähe ausgeht.